# Börtnen
Börtnen er en sø i elven Ljungans løb nedenfor Flåsjön og ovenfor Lännässjön i Bergs kommun, Jämtland i Sverige.
Der findes to søer med navnet Börtnen som hænger sammen. Lille Börtnen og store Börtnen. Store Börtnen som byen Börtnan ligger ved, ligger opstrøms for lille Börtnen hvor der findes sportshytter og overnatningshytter til leje, men ingen fast befolkning.
Börtnen, både store og lille, er kendt for sit gode fiskeri o fiskemuligheder, da åerne Ljungan, Arån, Aloppan og Galån løber ned i søsystemet og tilfører den allerede fiskerige sø der har fisk som Helt (Coregonus lavaretus), gedde og aborre, fisk som stalling, ørred og fjeldørred.
Nu kaldes søerne mest for lill-Börtnen og Börtnessjön, men tidligere kaldtes de for ydre- og øvre Börtnen.
62°44′50″N 13°51′0″Ø / 62.74722°N 13.85000°Ø